# Suci Amita Dewi
Suci Amita Dewi  – indonezyjska brydżystka z tytułem World International Master w kategorii Kobiet (WBF).

## Wyniki brydżowe

### Olimpiady
Na olimpiadach uzyskała następujące rezultaty:
| Olimpiady brydżowe. Zawody teamów | Olimpiady brydżowe. Zawody teamów | Olimpiady brydżowe. Zawody teamów | Olimpiady brydżowe. Zawody teamów | Olimpiady brydżowe. Zawody teamów | Olimpiady brydżowe. Zawody teamów |
| Rok                               | Miejsce                           | Zawody                            | Kategoria                         | Drużyna                           | Pozycja                           |
| --------------------------------- | --------------------------------- | --------------------------------- | --------------------------------- | --------------------------------- | --------------------------------- |
| 2012                              | Lille                             | 2. Olimpiada Sportów Umysłowych   | Kobiety                           | Indonesia                         | 5                                 |
| 2004                              | Stambuł                           | 12. Olimpiada Teamów              | Kobiety                           | Indonesia                         | 17                                |

### Zawody światowe
W światowych zawodach zdobyła następujące lokaty:
| Mistrzostwa Świata. Konkurencja teamów | Mistrzostwa Świata. Konkurencja teamów | Mistrzostwa Świata. Konkurencja teamów                | Mistrzostwa Świata. Konkurencja teamów | Mistrzostwa Świata. Konkurencja teamów | Mistrzostwa Świata. Konkurencja teamów |
| Rok                                    | Miejsce                                | Zawody                                                | Kategoria                              | Drużyna                                | Pozycja                                |
| -------------------------------------- | -------------------------------------- | ----------------------------------------------------- | -------------------------------------- | -------------------------------------- | -------------------------------------- |
| 2014                                   | Sanya                                  | 14. Seria Mistrzostw Świata                           | Kobiety                                | Pertamina Ep                           | 3                                      |
| 2013                                   | Nusa Dua                               | 41. Mistrzostwa Świata Teamów                         | Trans                                  | Ina Ladies Djarum LA                   | 16                                     |
| 2013                                   | Nusa Dua                               | 41. Mistrzostwa Świata Teamów                         | Kobiety                                | Indonesia                              | 12                                     |
| 2012                                   | Lille                                  | 5. Otwarte Mistrzostwa Świata Teamów Mikstowych       | Miksty                                 | Djarum1                                | 9                                      |
| 2011                                   | Veldhoven                              | 40. Mistrzostwa Świata Teamów                         | Kobiety                                | Indonesia                              | 2                                      |
| 2010                                   | Filadelfia                             | 13. Seria Mistrzostw Świata                           | Miksty                                 | Djarum                                 | 52                                     |
| 2010                                   | Filadelfia                             | 13. Seria Mistrzostw Świata                           | Kobiety                                | Indonesia Djarum                       | 9                                      |
| 2007                                   | Szanghaj                               | 38. Mistrzostwa Świata Teamów                         | Trans                                  | Indonesia Ladies                       | 56                                     |
| 2007                                   | Szanghaj                               | 38. Mistrzostwa Świata Teamów                         | Kobiety                                | Indonesia                              | 13                                     |
| 2006                                   | Tiencin                                | 3. Puchar Świata Teamów Akademickich                  | Open                                   | Indonesia                              | 21                                     |
| 2004                                   | Stambuł                                | 3. Transnarodowe Mistrzostwa Świata Teamów Mikstowych | Miksty                                 | Kaltim Prima Coal                      | 48                                     |
| 2001                                   | Paryż                                  | 35. Mistrzostwa Świata Teamów                         | Kobiety                                | Indonesia                              | 16                                     |

| Mistrzostwa Świata. Konkurencja par | Mistrzostwa Świata. Konkurencja par | Mistrzostwa Świata. Konkurencja par | Mistrzostwa Świata. Konkurencja par | Mistrzostwa Świata. Konkurencja par | Mistrzostwa Świata. Konkurencja par |
| Rok                                 | Miejsce                             | Zawody                              | Kategoria                           | Partner                             | Pozycja                             |
| ----------------------------------- | ----------------------------------- | ----------------------------------- | ----------------------------------- | ----------------------------------- | ----------------------------------- |
| 2014                                | Sanya                               | 14. Seria Mistrzostw Świata         | Kobiety                             | Kristina Wahyu Murniati             | 3                                   |
| 2010                                | Filadelfia                          | 13. Mistrzostwa Świata              | Kobiety                             | Rury Andhani                        | 46                                  |

## Klasyfikacja
- Suci Amita Dewi – klasyfikacja WBF (ang.)